# Мікрофон

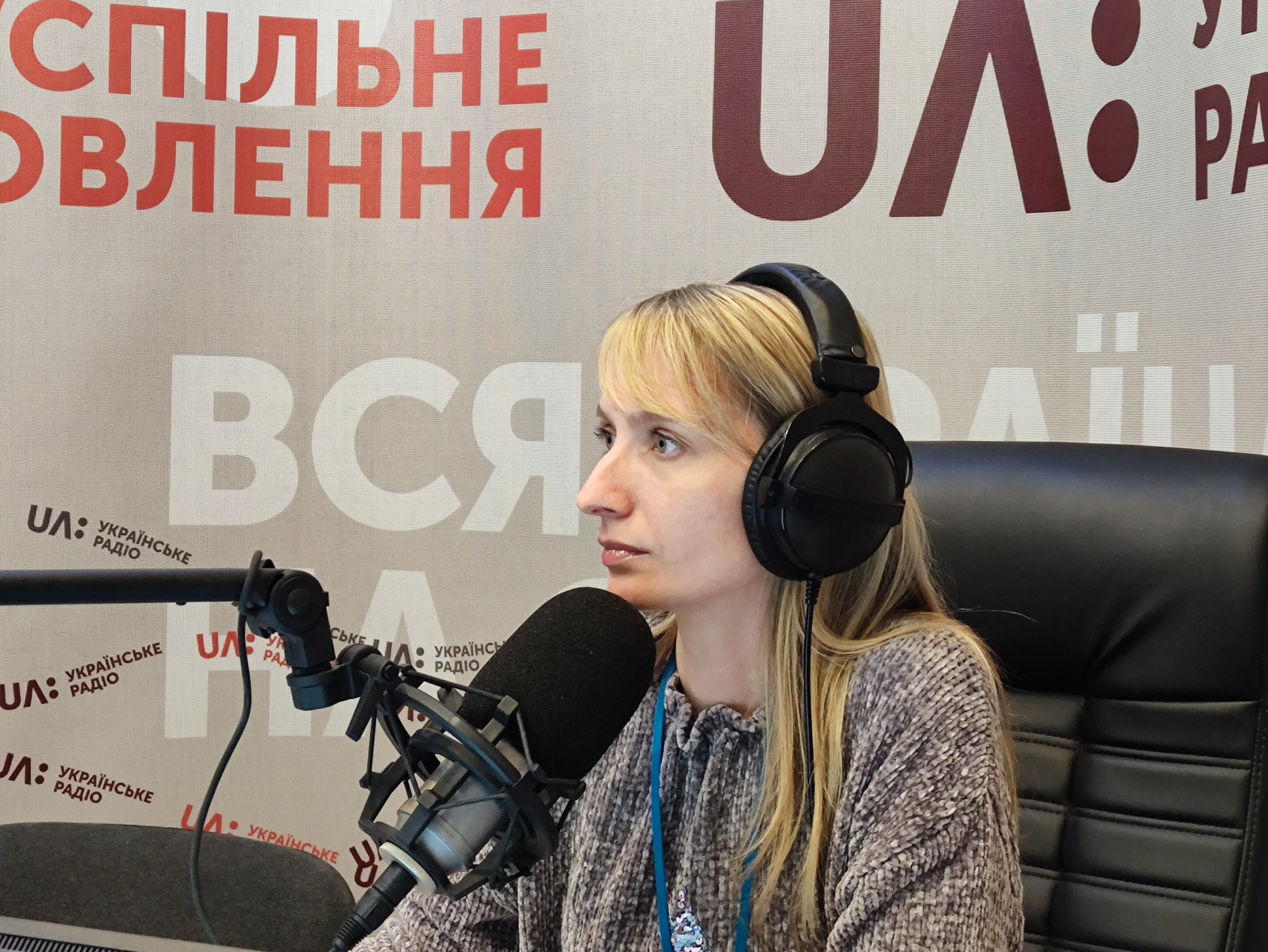
Журналіст Тетяна Малишева біля мікрофона перед виходом у прямий ефір у студії Українського радіо

Мікрофон — прилад, що перетворює звукові коливання на коливання сили електричного струму. Мікрофони використовуються у багатьох пристроях, таких як телефони і магнітофони, у звукозаписі та відеозаписі, на радіо і телебаченні, для радіозв'язку, а також для ультразвукового контролю та вимірювання.

## Історія та принцип роботи
Перший використаний на практиці мікрофон був сконструйований у 1876 році — це був вугільний мікрофон Томаса Едісона, хоча деякі примітивні мікрофони, звані трансмітерами, конструювали і раніше. Ранній розвиток мікрофонів завдячує Лабораторії Белла, зокрема там був сконструйований перший конденсаторний мікрофон.
Принцип роботи мікрофона полягає в тому, що тиск звукових коливань повітря, води чи твердої речовини діє на тонку мембрану мікрофона. У свою чергу коливання мембрани збуджують електричні коливання, в залежності від типу мікрофона для цього використовується явище електромагнітної індукції, зміна ємності конденсаторів чи п'єзоелектричним ефектом.

## Різновиди мікрофонів

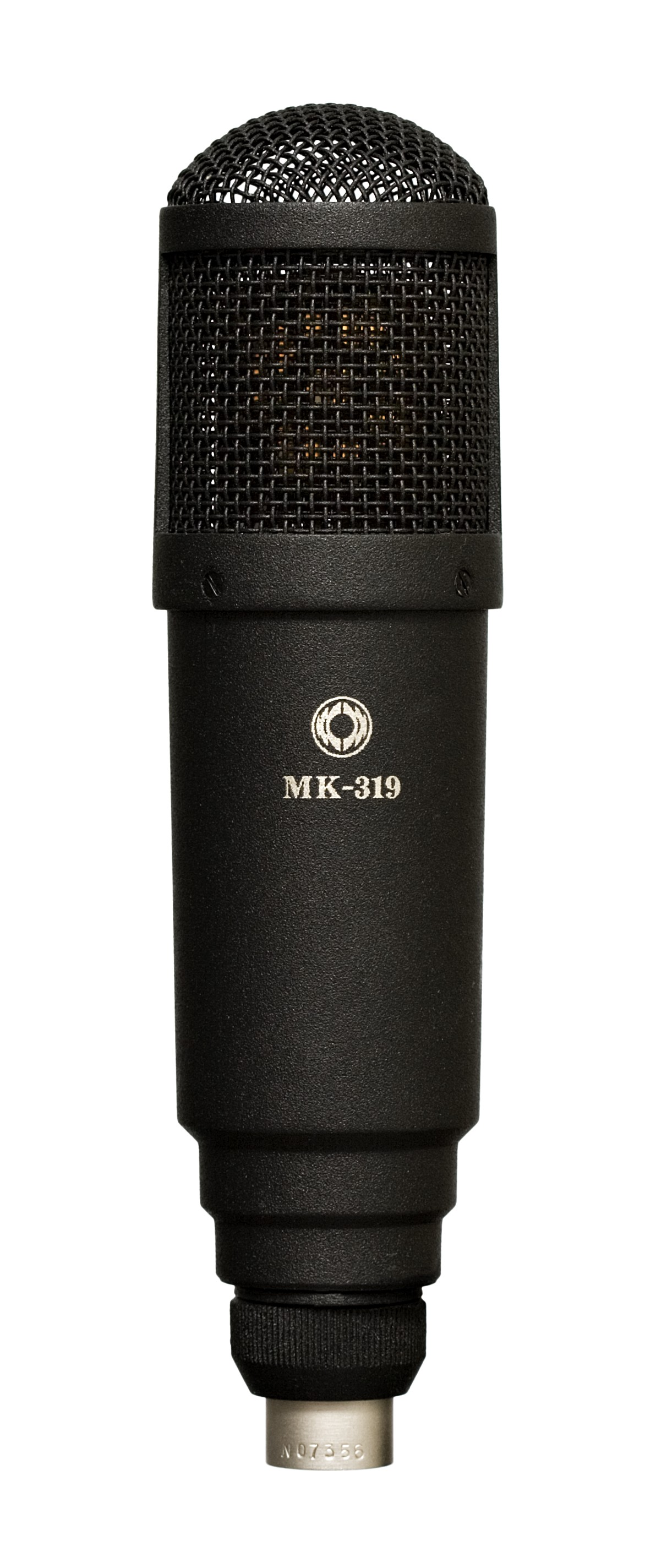
Конденсаторний мікрофон Oktava-319

За принципом дії мікрофонів можна виділити декілька основних типів.
Найстарші, вугільні мікрофони використовують властивість вугільного порошку змінювати опір в залежності від сили стиску порошку мембраною, що коливається під дією звукового тиску.
У п'єзоелектричних мікрофонах використовується п'єзоелектричний ефект, сутність якого полягає у виникненні електричних зарядів на поверхні кристалів деяких речовин (наприклад кристалах сегнетової солі) при їхній деформації під дією тиску (в тому числі звукового), величина яких пропорційна деформувальній силі.
Мікрофони магнітоелектричного типу перетворюють акустичну енергію в електричну, використовуючи явище електромагнітної індукції. Конструктивно такі мікрофони виконуються або з рухомою катушкою (динамічні мікрофони) або з рухомою стрічкою (стрічкові мікрофони).
Конденсаторні, або електростатичні мікрофони використовують залежність ємності конденсатора від переміщень його рухомої пластини під дією звукових коливань. Різновидом конденсаторних мікрофонів є електретні мікрофони, що використовують діелектрики — матеріали, що можуть нести електричні заряди.
Найбільш розповсюдженими на сьогоднішній день є динамічні, конденсаторні та електретні мікрофони.

### Динамічні мікрофони

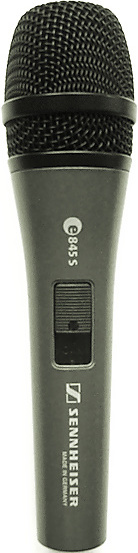
Динамічний мікрофон Sennheiser

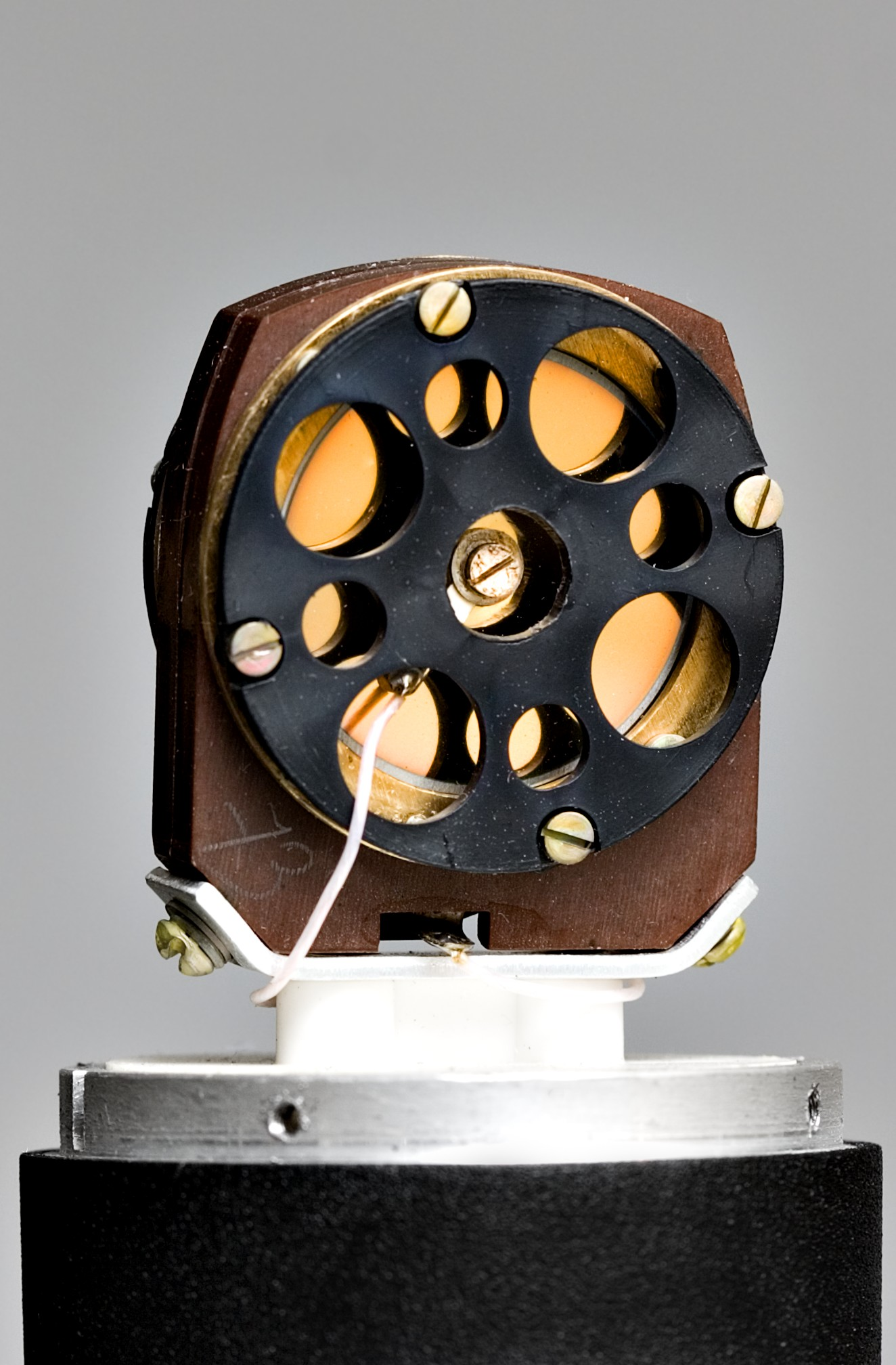
Конденсаторний мікрофон Oktava 319 всередині

Найпоширеніший тип конструкції мікрофона, в основі якого — мембрана, з'єднана з легкою котушкою індуктивності, що поміщена в сильне магнітне поле, створюване постійним магнітом. Коливання звукового тиску діють на мембрану й надають руху котушці. Коли котушка перетинає силові лінії магнітного поля, у ній наводиться електрорушійна сила. ЕРС індукції пропорційна як амплітуді коливань мембрани, так і частоті коливань.
Перевагами динамічних мікрофонів є їхня міцність, невеликі розміри й маса, що дає можливість використовувати їх за межами студії — під час репортажів та на концертах. За характеристикою направленості динамічні мікрофони бувають ненаправлені та кардіоїдні.

### Конденсаторні мікрофони

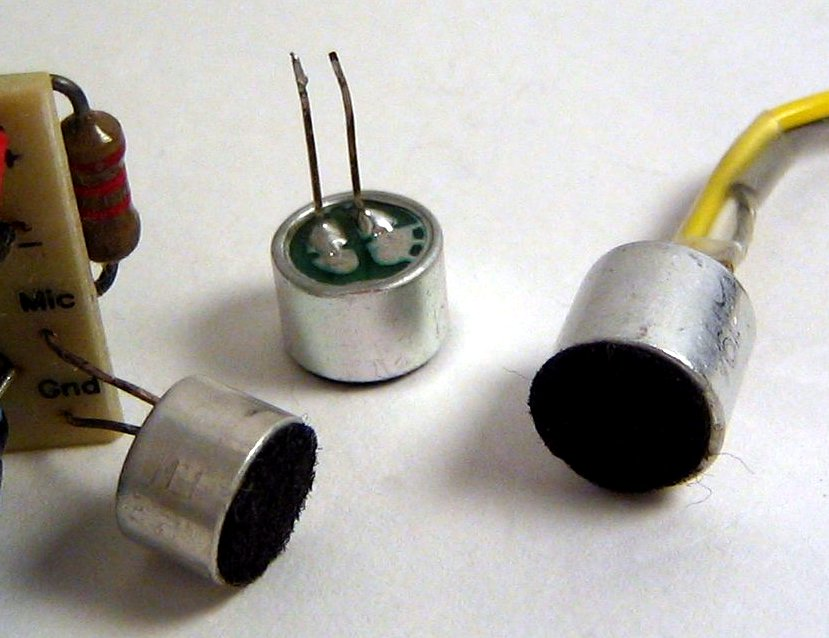
Електретні мікрофони
(«капсулі»)

В основі цього типу мікрофонів — конденсатор, одна з обкладок якого масивна і нерухома, а інша
виконана з еластичного матеріалу (звичайно полімерна плівка з нанесеною металізацією). Під дією звукових коливань рухома обкладка починає коливатися, змінюючи ємність конденсатора.
Конденсаторний мікрофон має високий вихідний опір, тому усередині його корпуса розташовують попередній підсилювач з високим (порядку 1 Гом) вхідним опором, виконаний на електронній лампі або польовому транзисторі. Як правило, напруга для поляризації і живлення передпідсилювача подається по сигнальним проводах (фантомне живлення).
Конденсаторні мікрофони мають досить рівномірну амплітудно-частотну характеристику й забезпечують високоякісне звучання, завдяки чому широко використовуються в студіях звукозапису, на радіо й телебаченні. Недоліки: висока вартість, необхідність у зовнішньому живленні, висока чутливість до ударів і кліматичних впливів — вологості повітря й перепадів температури, що обмежує їхнє використання за межами студії.

#### Електретні мікрофони
Різновидом конденсаторного мікрофону є електретний мікрофон. Принцип дії електретного мікрофона заснований на здатності деяких діелектричних матеріалів (електретів) зберігати поверхневу неоднорідність розподілу заряду впродовж тривалого часу. Ці матеріали використовуються як ділектричне заповнення конденсатора, що дозволяє формувати поляризувальну напругу без підключення до зовнішніх джерел енергії.
Як приклад можна навести капсуль ДЭМШ-1А, що входить до завадостійких мікрофонів МА-3К. Електромагнітний диференціальний завадостійкий капсуль являє собою симетричну електромагнітну систему з діафрагмою, відкритою з обох сторін. Якщо звукові тиски з обох сторін мембрани не рівні між собою, то мембрана починає здійснювати вимушені коливання в такт зі зміною звукового тиску. У зв'язку з тим, що геометричні розміри капсуля малі, звукові тиски з обох сторін мембрани помітно відрізняються один від одного тільки при близькому і несиметричному розташуванні джерела звуку відносно мембрани. Звукові коливання від віддалених джерел звуку на мембрану практично не діють. Тому, при близькому і несиметричному розміщенні капсуля відносно джерела звуку, він забезпечить високий рівень корисного вихідного сигналу при одночасному значному послабленні шумів оточення, які є в місці передачі.

## Характеристики мікрофонів
Мікрофони будь-якого типу оцінюються за такими характеристиками:
1. чутливість
2. амплітудно-частотна характеристика
3. акустична характеристика мікрофона
4. характеристика направленості
5. рівень власних шумів мікрофона
6. внутрішній опір

### Чутливість
Чутливість мікрофона визначається відношенням напруги на виході мікрофона до звукового тиску Р0 у вільному звуковому полі, тобто при відсутності сигналу. При розповсюдженні синусоїдальної звукової хвилі в напрямку акустичної осі мікрофона, цей напрямок називається осьовою чутливістю:
{\displaystyle M_{0}=U/P_{0}}(мВ/н/м²)
Акустична вісь збігається з віссю симетрії мікрофона. Якщо конструкція мікрофона не має осі симетрії, то напрямок акустичної осі вказується в технічних умовах. Чутливість сучасних мікрофонів становить від 1-2 (динамічні мікрофони) до 10-15 (конденсаторні мікрофони) мВ/Па.

### Амплітудно-частотна характеристика

АЧХ мікрофонів Oktava 319 та Shure SM58

Амплітудно-частотна характеристика (АЧХ), або просто частотна характеристика — це залежність осьової чутливості від частоти звукових коливань. Ця характеристика пов'язана із залежністю чутливості мікрофона від частоти звукових коливань. Нерівномірність амплітудно-частотної характеристики вимірюють у децибелах як відношення чутливості мікрофона на певній частоті до чутливості на середній частоті, наприклад 1000 Гц.

### Акустична характеристика
Вплив звукового поля на мікрофон оцінюється акустичною характеристикою, яка визначається відношенням сили, що діє на діафрагму мікрофона і звуковим тиском у вільному звуковому полі: A = F/P, а через те, що чутливість мікрофона M = U/P можна представити як U/P = U/F • F/P і виразити через А. Тоді отримаємо: M = A • U/F. Відношення напруги на виході мікрофона до сили, що діє на діафрагму U/F, характеризує мікрофон, як електромеханічний перетворювач. Акустична характеристика визначає характеристику направленості мікрофона. По виду акустичної характеристики, а отже і характеристики направленості відрізняють три типи мікрофонів, як приймачів звуку: приймачі тиску; градієнту тиску; комбіновані.

### Характеристика направленості
Характеристикою направленості називають залежність чутливості мікрофона від напрямку падіння звукової хвилі по відношенню до осі мікрофона. Вона визначається відношенням чутливості Мα при падінні звукової хвилі під кутом α відносно акустичної осі мікрофона до його осьової чутливості:
φ = Mα/M0
Направленість мікрофона визначає його можливе розташування відносно джерел звуку. Якщо чутливість не залежить від кута падіння звукової хвилі, тобто φ = 1, то мікрофон називають ненаправленим і джерела звуку можуть розташовуватися навколо нього. А якщо чутливість залежить від кута, то джерела звуку повинні розташовуватися у просторовому куті, в межах якого чутливість мікрофона мало відрізняється від осьової чутливості.

#### Ненаправлені мікрофони
В мікрофонах — приймачах тиску сила, що діє на діафрагму, визначається звуковим тиском біля поверхні діафрагми. Звукове поле може діяти тільки на одну сторону діафрагми. Друга сторона конструктивно захищена. Якщо розміри мікрофона малі порівняно з довжиною звукової хвилі, то мікрофон не змінює звукового поля. А якщо більше, тоді за рахунок дифракції звукових хвиль, тиск змінюється. На низьких частотах від 1000 Гц і нижче такі мікрофони не мають направленої дії.
Ненаправлені мікрофони зручні, наприклад, для запису розмови людей, що сидять за круглим столом.

#### Мікрофони двостороннього направлення
В мікрофонах — приймачах градієнта тиску сила, що діє на рухому систему мікрофона, визначається різницею звукових тисків на двох сторонах діафрагми. Тобто звукове поле діє на дві сторони діафрагми. Характеристика направленості має вигляд вісімки.
Двосторонні мікрофони зручні, наприклад, для запису розмови двох співбесідників, що сидять один на проти одного.

#### Мікрофони одностороннього направлення
Одностороння направленість досягається у мікрофонах комбінованого типу. Їхні діаграми направленості близькі по формі до кардіоїди, тому нерідко їх називають кардіоїдними. Модифікації мікрофонів, що мають ще вужчу направленість, ніж кардіоїдні, називають суперкардіоїдними та гіперкардіоїдними, проте ці різновиди. на відміну від кардіоїдних мікрофонів, також чутливі до сигналів з протилежної сторони.
Ці мікрофони мають певні переваги в експлуатації: джерело звуку розташовується з однієї сторони мікрофона у межах достатньо широкого просторового кута, а звуки, що розповсюджуються за його межами мікрофон не сприймає.

### Рівень шумів
Рівень власних шумів мікрофона Nш визначається відношенням ефективної напруги на виході мікрофона за відсутності звукового поля Uш до напруги U1 при наявності звукового поля з ефективним тиском у 0,1 н/м² :
Nш = 20 lg Uш/U1, дБ.
Напруга Uш обумовлена головним чином тепловими шумами в опорах електричної схеми мікрофона.

### Внутрішній опір
Внутрішній опір мікрофона визначає вимоги до вхідного опору пристрою (найчастіше — підсилювача), до якого підключено мікрофон.